# サイバークリーンセンター
サイバークリーンセンター（Cyber Clean Center、略称: CCC）は、日本の総務省と経済産業省が共同で運営していた不正ボット対策の事業。2011年3月に公式サイトの運用を終了した。

## 概要
2006年12月12日に、総務省と経済産業省が連携プロジェクトとして、不正なボットの解析・防止などの活動をするサイバークリーンセンターを設置した。ボット駆除ツール「CCCクリーナー」をサイバークリーンセンター公式サイトで提供した。「CCCクリーナー」はトレンドマイクロ株式会社が開発した。公式サイトは総務省と経済産業省が運営し、サイバークリーンセンターが運用していた。2011年3月に運用終了。2015年3月にサイト閉鎖。

## 組織
サイバークリーンセンター運営委員会（CCC-SC）
運営委員会は、総務省と経済産業省の了解の下、2006年12月1日から2011年3月末まで開催。運営委員の互選による座長が主宰した。運営委員は株式会社NTTPCコミュニケーションズ、総務省情報流通行政局、JPCERTコーディネーションセンター、経済産業省商務情報政策局、情報処理推進機構（IPA）、Telecom-ISAC Japan（テレコム・アイザック推進会議）。事務局はJPCERTコーディネーションセンターとTelecom-ISAC Japan。オブザーバーはトレンドマイクロと日立製作所。運営委員会の下、「ボット対策システムグループ」「ボットプログラム解析グループ」「ボット感染予防推進グループ」が活動した。
ボット対策システムグループ
Telecom-ISAC Japanが担当するグループ。インターネットサービスプロバイダ（ISP）と連携。サイバークリーンセンター設立当時のプロジェクト参加ISPは、株式会社インターネットイニシアティブ（IIJ）、NECビッグローブ（BIGLOBE）、NTTコミュニケーションズ（OCN）、KDDI（au one net）、ニフティ（@nifty）、ハイホー（hi-ho）、ソフトバンクテレコム（ODN）、ソフトバンクBB（Yahoo! BB）。2007年10月以降に参加社が増え、2010年9月現在で、76社が参加していた。
ボットプログラム解析グループ
JPCERTコーディネーションセンターが担当するグループ。駆除ツール開発事業者のトレンドマイクロ株式会社と連携した。
ボット感染予防推進グループ
情報処理推進機構（IPA）が担当するグループ。感染予防対策ベンダーと連携した。2010年9月現在の連携ベンダは、アンラボ、Kaspersky Labs Japan、シマンテック、ソースネクスト、トレンドマイクロ、マイクロソフト、マカフィ。